# Antônio Aparecido de Marcos Filho
Antônio Aparecido de Marcos Filho (Ibaté, 5 de agosto de 1966) é um prelado brasileiro da Igreja Católica, bispo auxiliar de Brasília.

## Biografia
Estudou Filosofia no Seminário Diocesano de São Carlos, em São Carlos entre 1992 e 1994 e Teologia na Pontifícia Universidade Católica de Campinas, no período de 1995 a 1998. Licenciou-se em Filosofia pela Instituto de Ciências Sociais e Humanas (2018) Especializou-se lato sensu em Sagrada Escritura pelo Centro Universitário Claretiano (2021).
Foi ordenado diácono em 11 de dezembro de 1998 e ordenado padre em 10 de setembro de 1999, sendo incardinado na Diocese de São Carlos.
Foi administrador paroquial de Nossa Senhora do Vale em Araraquara (1999-2001); pároco do Divino Espírito Santo, em Dois Córregos (2001-2005); pároco de São João Batista, em Bocaina (2005-2009); pároco de Nossa Senhora Aparecida, em Barra Bonita (2009); pároco de Sant’Ana, em Araraquara (2009-2017); e pároco de São Sebastião do Patrimônio da Serra, em Brotas (2017-2018).
Foi também vigário paroquial de São Nicolau de Flüe, em São Carlos (2018-2019); vigário paroquial de Nossa Senhora Aparecida, em São Carlos (2020); coordenador de Região Pastoral (2000); membro do Conselho de Presbíteros e do Colégio de Consultores (2017-2022); membro do Conselho de Formadores (2017-2022); membro da Comissão Diocesana para a proteção de menores e pessoas em situação de vulnerabilidade (2019-2022) e Reitor do Seminário Propedêutico (2017-2018). Atualmente é Reitor do Seminário Diocesano de São Carlos – Teologia e Pároco de São João Batista, em São Carlos.
Em 21 de dezembro de 2022, o Papa Francisco o nomeou como bispo auxiliar da Brasília, concedendo o título de bispo titular de Centenaria. Foi sagrado bispo em 25 de fevereiro de 2023, na Catedral de São Carlos, por Dom Paulo Cezar Cardeal Costa, arcebispo de Brasília, coadjuvado por Dom Luiz Carlos Dias, bispo de São Carlos e Dom Eduardo Malaspina, bispo de Itapeva.